# 华罗斯德沃尔托亚
华罗斯德沃尔托亚，是西班牙卡斯蒂利亚-莱昂塞戈维亚省的一个市镇。 总面积22平方公里，总人口275人（2001年），人口密度13人/平方公里。